# 25米标准手枪

25米标准手枪比赛用靶

25米标准手枪比赛（英語：25 metre standard pistol）是一个国际射击运动联合会射击比赛项目。在一些较大型的运动会或锦标赛都有这个比赛项目，如世界射击锦标赛（1970年起）、英联邦运动会（2002年起）和亚洲运动会；然而，历届奥运会都没有这个射击项目。25米标准手枪原称“男子25米标准手枪”，在1970年改名后使得女射击运动员也可以参加比赛；然而在那一年的世界射击锦标赛设置了女子项目之后，在较大型的射击公开赛事中的女子组都没有这个项目。
25米标准手枪要求参赛选手站在离靶25米远的地方发射总共60发子弹，使用的子弹是小口径的.22 LR。和其他国际射联手枪比赛一样，采用立姿单臂持枪，无依托进行射击。60发的子弹分成三个阶段发射，每个阶段包含四个五连射。每个阶段要求的时间都不一样，第一阶段的每个五连射须在150秒（慢射）内完成射击，同理，第二阶段和第三阶段每个五连射的时限分别为20秒（限时射）和10秒（速射）。这种分不同时间的三阶段的比赛形式和美国国家射击协会的圆靶射击（bullseye）的比赛形式十分相似。正式比赛时，每个阶段之前都允许一个五连射的试射。除第一阶段没有规定外，其他两个阶段的预备状态与其他国际射联比赛一样，手臂与地面或身体的夹角保持在45度左右。射击用的靶分成10环，选手在每次射击可获得最高10环，而获得的总环数的最大值是600环（3×4×5×10）。
25米标准手枪的比赛用靶和50米手枪、25米中心发火和25米手枪比赛中需要精确射击的阶段时用的靶是相同的。靶的直径（1环直径）是500mm (±2.0mm)，其中7环直径200mm (±1.0mm)，9环直径100mm (±0.4mm)，10环直径50mm (±0.2mm)，内10环直径25mm (±0.2mm)。

## 当前世界纪录
| 男子     | 个人赛 | 584环  | 埃里克·巴尔扬（美国）                                                   | 1983年8月20日              | 委内瑞拉加拉加斯          | 编辑 |
| 男子     | 团体赛 | 1725环 | 苏联（库兹明、梅伦蒂耶夫、特纳） · 苏联（巴辛斯基、库兹明、佩日亚诺夫） | 1985年9月10日 1986年9月8日 | 南斯拉夫奥西耶克 东德苏尔 | 编辑 |
| 青年男子 | 个人赛 | 574环  | 丹尼斯·考拉科夫（俄罗斯）                                               | 2002年7月11日              | 芬兰拉赫蒂                | 编辑 |
| 青年男子 | 团体赛 | 1696环 | 苏联（巴比科夫、华特瑟瓦斯、马特娄森）                                  | 1985年9月10日              | 南斯拉夫奥西耶克          | 编辑 |